# Cyklistická trasa 202
Cyklistická trasa 202 je cyklistická trasa vedená mezi městy Louny – Slaný – Kralupy nad Vltavou. Prochází okresy Louny, Kladno a Mělník. Délka trasy je 58 km, vzdušnou čarou 39 km.
| bod                 | navazující, křižující trasy |
| ------------------- | --------------------------- |
| Louny               | 6 – 232 – 304               |
| Smolnický mlýn      | 305                         |
| Panenský Týnec      | 3116                        |
| Slaný               | 202A – 8255 – 8254          |
| Zvoleněves          | 8254                        |
| Kralupy nad Vltavou | 0082                        |

## Obce na trase
Louny - Cítoliby - Brloh - Smolnice - Hříškov - Panenský Týnec - Žerotín - Zichovec - Hořešovičky - Hořešovice - Třebíz - Kvílice - Kutrovice - Neprobylice - Královice - Slaný - Vítov - Žižice - Osluchov - Zvoleněves - Kamenný Most - Neuměřice - Olovnice - Zeměchy - Kralupy nad Vltavou